# Коронадо Чавес, Хосе
Хосе Коронадо Чавес (исп. Coronado Chávez; 1807, Тегусигальпа, Генерал-капитанство Гватемала — 22 июня 1881, Комаягуа) — гондурасский государственный, политический и военный деятель, генерал-майор, Президент Гондураса (8 января 1845—1 января 1847). Консервативный политик.

## Биография
Родился в семье скромного происхождения. Мать — представительница коренного населения. Поступил на службу в армию, военной академии не кончал, но продвигался по служебной лестнице. Занялся политикой.
В 1839 году был назначен генеральным министром штата Гондурас. В том же году, будучи командующим армией, был направлен в Оланчо для усмирения восстаний.
В 1843 годузанял пост министра иностранных дел в администрации генерала Франсиско Ферреры. Государственный секретарь (1844).
За неделю до вступления в должность президента был членом совета министров, управлявшего Гондурасом вместе с Касто Альварадо.
С 8 января 1845 по 1 января 1847 года — Президент Гондураса. Во время его правления произошла война с Сальвадором. Был первым президентом Гондураса, оказавшим указом от 10 марта 1846 года поддержку Литературной академии Тегусигальпы, первому центру высшего образования в Гондурасе, который позже станет Государственным университетом Гондураса.
Дважды занимал пост вице-президента Гондураса при Франсиско Феррере (1841—1843 и 1847). Работал министром финансов Гондураса в 1862 г.

## Память
- Законодательное собрание Гондураса 19 марта 1846 года объявило Хосе Коронадо Чавеса «отцом нации» в качестве посмертной дани уважения его работе.